# Serradilla del Llano
Serradilla del Llano ist ein Ort und eine nordspanische Gemeinde (municipio) mit 138 Einwohnern (Stand: 2024) in der Provinz Salamanca in der Autonomen Gemeinschaft Kastilien und León. Zur Gemeinde gehört neben dem Hauptort Serradilla die Ortschaft Porteros.

## Geografie
Serradilla del Llano liegt etwa 110 Kilometer südwestlich von Salamanca in der Sierra de Gata in einer Höhe von ca. 880 m am Río Agadón. 

## Bevölkerungsentwicklung
| Jahr      | 1900 | 1950 | 1960 | 1970 | 1981 | 1991 | 2001 | 2011 | 2021 |
| Einwohner | 461  | 680  | 743  | 603  | 433  | 371  | 249  | 184  | 147  |

## Sehenswürdigkeiten
- Katharinenkirche (Iglesia de Santa Catalina)